# World Amateur Bodybuilding Championships
Die World Amateur Bodybuilding Championships (offiziell: IFBB Men’s World Amateur Bodybuilding Championships) sind die Weltmeisterschaften im Bodybuilding, die im jährlichen Turnus unter Aufsicht des weltgrößten Bodybuildingverbandes International Federation of Bodybuilding & Fitness durchgeführt werden. Die Titelkämpfe der Amateure feierten im Jahre 1976 ihre Premiere, wobei sie gleichzeitig den I.F.B.B.-Mr. Universe-Wettbewerb ablösten. Die Entscheidungen im „Classic Bodybuilding“, bei dem das maximale Körpergewicht der Teilnehmer anhand eines festgelegten Verhältnisses zur Körpergröße limitiert ist, finden seit 2007 als eigenständige IFBB Mens World Classic Bodybuilding Championships statt.

## Disziplinen

### Bodybuilding
I.F.B.B.-Mr. Universe
| 1959 | Montreal (Kanada)     | Eddie Slyvestre              |                              |                              |                              |
| 1960 | Montreal (Kanada)     | Chuck Sipes                  |                              |                              |                              |
| 1961 | kein Wettbewerb       | kein Wettbewerb              |                              |                              |                              |
| 1962 | New York (USA)        | George Eiferman              |                              |                              |                              |
| 1963 | New York (USA)        | Harold Poole                 |                              |                              |                              |
| 1964 | New York (USA)        | Larry Scott                  |                              |                              |                              |
| 1965 | New York (USA)        | Earl Maynard                 |                              |                              |                              |
| 1966 | New York (USA)        | Dave Draper                  |                              |                              |                              |
| 1967 | Montreal (Kanada)     | Sergio Oliva                 |                              |                              |                              |
| 1968 | Miami (USA)           | Frank Zane                   |                              |                              |                              |
| 1969 | New York (USA)        | Arnold Schwarzenegger        |                              |                              |                              |
| Jahr | Austragungsort        | Mr. Universum (Gesamtsieger) | Einführung der Größenklassen | Einführung der Größenklassen | Einführung der Größenklassen |
| Jahr | Austragungsort        | Mr. Universum (Gesamtsieger) | Groß (über 1,73 m)           | Mittel (bis 1,73 m)          | Klein (bis 1,65 m)           |
| 1970 | Belgrad (Jugoslawien) | Franco Columbu               | Karl Kainrath                | Ahmet Enunlu                 | Franco Columbu               |
| 1971 | Paris (Frankreich)    | Albert Beckles               | Helmut Riedmeier             | Albert Beckles               | Giuseppe Deiana              |
| 1972 | Bagdad (Irak)         | Ed Corney                    | Mike Katz                    | Ed Corney                    | Kenichi Suemitsue            |
| 1973 | Genf (Schweiz)        | Lou Ferrigno                 | Lou Ferrigno                 | Albert Beckles               | Giuseppe Deiana              |
| 1974 | Verona (Italien)      | Lou Ferrigno                 | Lou Ferrigno                 | Ahmet Enunlu                 | Pierre van den Steen         |
| 1975 | Pretoria (Südafrika)  | Ken Waller                   | Ken Waller                   | Robby Robinson               | Wilfred Sylvester            |

World Amateur Bodybuilding Championships
Der Titel „Gesamtsieger“ („Overall Winner Award“) wurde bis 1995 nicht verliehen.
| Jahr | Austragungsort          | Gesamtsieger        | Schwer (über 90 kg)    | Schwer (über 90 kg)    | Mittel (bis 90 kg)          | Mittel (bis 90 kg)     | Mittel (bis 90 kg)     | Leicht (bis 75 kg)  | Leicht (bis 75 kg) | Leicht (bis 75 kg)              | Leicht (bis 75 kg)  |
| ---- | ----------------------- | ------------------- | ---------------------- | ---------------------- | --------------------------- | ---------------------- | ---------------------- | ------------------- | ------------------ | ------------------------------- | ------------------- |
| 1976 | Montreal (Kanada)       | –                   | Roger Walker           | Roger Walker           | Robby Robinson              | Robby Robinson         | Robby Robinson         | Mohamed El Makkawy  | Mohamed El Makkawy | Mohamed El Makkawy              | Mohamed El Makkawy  |
| 1977 | Nîmes (Frankreich)      | –                   | Kalman Szkalak         | Kalman Szkalak         | Roy Callender               | Roy Callender          | Roy Callender          | Danny Padilla       | Danny Padilla      | Danny Padilla                   | Danny Padilla       |
| 1978 | Acapulco (Mexiko)       | –                   | Mike Mentzer           | Mike Mentzer           | Tom Platz                   | Tom Platz              | Tom Platz              | Carlos Rodriguez    | Carlos Rodriguez   | Carlos Rodriguez                | Carlos Rodriguez    |
| Jahr | Austragungsort          | Gesamtsieger        | Schwer (über 90 kg)    | Schwer (über 90 kg)    | Halbschwer (bis 90 kg)      | Halbschwer (bis 90 kg) | Mittel (bis 80 kg)     | Mittel (bis 80 kg)  | Leicht (bis 70 kg) | Leicht (bis 70 kg)              | Leicht (bis 70 kg)  |
| 1979 | Columbus (USA)          | -                   | Jusup Wilkosz          | Jusup Wilkosz          | Samir Bannout               | Samir Bannout          | Roy Duval              | Roy Duval           | Renato Bertagna    | Renato Bertagna                 | Renato Bertagna     |
| 1980 | Manila (Philippinen)    | –                   | Hubert Metz            | Hubert Metz            | Johnny Fuller               | Johnny Fuller          | Jorma Räty             | Jorma Räty          | Heinz Sallmayer    | Heinz Sallmayer                 | Heinz Sallmayer     |
| 1981 | Kairo (Ägypten)         | –                   | Lance Dreher           | Lance Dreher           | Jacques Neuville            | Jacques Neuville       | Gerard Buinod          | Gerard Buinod       | Ken Passariello    | Ken Passariello                 | Ken Passariello     |
| 1982 | Brügge (Belgien)        | –                   | Lee Haney              | Lee Haney              | Ahmet Enunlu                | Ahmet Enunlu           | Dale Ruplinger         | Dale Ruplinger      | James Gaubert      | James Gaubert                   | James Gaubert       |
| Jahr | Austragungsort          | Gesamtsieger        | Schwer (über 90 kg)    | Schwer (über 90 kg)    | Halbschwer (bis 90 kg)      | Halbschwer (bis 90 kg) | Mittel (bis 80 kg)     | Mittel (bis 80 kg)  | Leicht (bis 70 kg) | Bantam (bis 65 kg)              | Bantam (bis 65 kg)  |
| 1983 | Singapur                | –                   | Bob Paris              | Bob Paris              | Chuck Williams              | Chuck Williams         | Charles Glass          | Charles Glass       | Appie Steenbeck    | Hermann Hoffend                 | Hermann Hoffend     |
| 1984 | Las Vegas (USA)         | –                   | Mike Christian         | Mike Christian         | Rich Gaspari                | Rich Gaspari           | John Hnatyschak        | John Hnatyschak     | Wilfred Sylvester  | –                               | –                   |
| 1985 | Göteborg (Schweden)     | –                   | Peter Hensel           | Peter Hensel           | Josef Grolmus               | Josef Grolmus          | Lee Labrada            | Lee Labrada         | Hermann Hoffend    | –                               | –                   |
| 1986 | Tokio (Japan)           | –                   | Ralf Möller            | Ralf Möller            | Mike Ashley                 | Mike Ashley            | Paul Jean Guillaume    | Paul Jean Guillaume | Hermann Hoffend    | Steve Brisbois                  | Steve Brisbois      |
| 1987 | Madrid (Spanien)        | –                   | Luiz Freitas           | Luiz Freitas           | Pavol Jablonický            | Pavol Jablonický       | El-Shahat Mabrouk      | El-Shahat Mabrouk   | Mohammed Benaziza  | Mohamed Lotfy                   | Mohamed Lotfy       |
| 1988 | Brisbane (Australien)   | –                   | Pavol Jablonický       | Pavol Jablonický       | Renel Janvier               | Renel Janvier          | Premchand Dogra        | Premchand Dogra     | Juan Marquez       | Tevlik Ulusoglu                 | Tevlik Ulusoglu     |
| 1989 | Paris (Frankreich)      | –                   | Jean-Luc Favre         | Jean-Luc Favre         | Frank Hillebrand            | Frank Hillebrand       | Bernard Sealy          | Bernard Sealy       | Van Valcot Smith   | Anwar el-Amawy                  | Anwar el-Amawy      |
| 1990 | Kuala Lumpur (Malaysia) | –                   | Achim Albrecht         | Achim Albrecht         | Alq Gurley                  | Alq Gurley             | Wilhelm Jasinowski     | Wilhelm Jasinowski  | Joseph Dawson      | Anwar el-Amawy                  | Anwar el-Amawy      |
| 1991 | Kattowitz (Polen)       | –                   | Ronnie Coleman         | Ronnie Coleman         | Miroslav Daszkiewicz        | Miroslav Daszkiewicz   | El-Shahat Mabrouk      | El-Shahat Mabrouk   | José Guzmán        | Anwar el-Amawy                  | Anwar el-Amawy      |
| 1992 | Graz (Österreich)       | –                   | Arthur Buurman         | Arthur Buurman         | Hamdullah Aykutlu           | Hamdullah Aykutlu      | Johann Schatz          | Johann Schatz       | André Charette     | Pavel Grolmus                   | Pavel Grolmus       |
| 1993 | Seoul (Südkorea)        | –                   | Günter Schlierkamp     | Günter Schlierkamp     | Roland Cziurlok             | Roland Cziurlok        | Azman Abdullah         | Azman Abdullah      | Han Dong-Ki        | Bang Woon-Heok                  | Bang Woon-Heok      |
| Jahr | Austragungsort          | Gesamtsieger        | Schwer (über 90 kg)    | Schwer (über 90 kg)    | Halbschwer (bis 90 kg)      | Halbschwer (bis 90 kg) | Mittel (bis 80 kg)     | Welter (bis 75 kg)  | Leicht (bis 70 kg) | Bantam (bis 65 kg)              | Bantam (bis 65 kg)  |
| 1994 | Shanghai (VR China)     | –                   | Jean-Pierre Fux        | Jean-Pierre Fux        | Ronald Coleman              | Ronald Coleman         | El-Shahat Mabrouk      | Eduard Derzapf      | Justin Jospitre    | Sergej Otroch                   | Sergej Otroch       |
| 1995 | Guam                    | –                   | Agathoklis Agathokleus | Agathoklis Agathokleus | Alfred Krautgartner         | Alfred Krautgartner    | Yohnnie Shambouger     | Štefan Orosz        | David Ford         | Zentri Munir                    | Zentri Munir        |
| 1996 | Amman (Jordanien)       | Jenő Kiss           | Jenő Kiss              | Jenő Kiss              | Thomas Scheu                | Thomas Scheu           | Oleg Zhur              | Ertuğrul Gülcan     | Han Dong-Ki        | Anwar el-Amawy                  | Anwar el-Amawy      |
| 1997 | Prag (Tschechien)       | Ahmed Haidar        | Johannes Eleftheriadis | Johannes Eleftheriadis | Ahmed Haidar                | Ahmed Haidar           | Jaroslav Horváth       | Kim Jun-Ho          | Steve Holland      | José Carlos Santos              | José Carlos Santos  |
| 1998 | Izmir (Türkei)          | Hamdallah Aykutluğ  | Sergej Schelestow      | Sergej Schelestow      | Hamdallah Aykutlug          | Hamdallah Aykutlug     | El-Shahat Mabrouk      | Ertuğrul Gülcan     | Han Dong-Ki        | Anwar el-Amawy                  | Anwar el-Amawy      |
| 1999 | Bratislava (Slowakei)   | Jaroslav Horváth    | Ján Kus                | Ján Kus                | Jaroslav Horváth            | Jaroslav Horváth       | El-Shahat Mabrouk      | Tagir Fakhrudinov   | Mohsen Yazdani     | José Carlos Santos              | José Carlos Santos  |
| 2000 | Malakka (Malaysia)      | Sergej Dimitriev    | Hamdullah Aykutluğ     | Hamdullah Aykutluğ     | Mariusz Strzeliński         | Mariusz Strzeliński    | Sergej Dimitriev       | Dan Pechánek        | Yossri Sayed       | Sazali Samad                    | Sazali Samad        |
| Jahr | Austragungsort          | Gesamtsieger        | Schwer (über 90 kg)    | Schwer (über 90 kg)    | Halbschwer (bis 90 kg)      | Halbschwer (bis 90 kg) | Mittel (bis 80 kg)     | Welter (bis 75 kg)  | Leicht (bis 70 kg) | Bantam (bis 65 kg)              | Fliegen (bis 60 kg) |
| 2001 | Yangon (Myanmar)        | Thomas Scheu 1      | Mariusz Strzeliński 2  | Mariusz Strzeliński 2  | Thomas Scheu                | Thomas Scheu           | Sergej Dimitriev       | Tagir Fakhrudinov   | Igor Kočiš         | José Carlos Santos              | Pham Van Mach       |
| 2002 | Kairo (Ägypten)         | Jose Carlos Santos  | vakant 3               | vakant 3               | El-Shahat Mabrouk 4         | El-Shahat Mabrouk 4    | vakant 3               | vakant 3            | Igor Kočiš         | José Carlos Santos              | –                   |
| Jahr | Austragungsort          | Gesamtsieger        | Schwer (über 90 kg)    | Schwer (über 90 kg)    | Halbschwer (bis 90 kg)      | Mittel (bis 85 kg)     | Halbmittel (bis 80 kg) | Welter (bis 75 kg)  | Leicht (bis 70 kg) | Bantam (bis 65 kg)              | Fliegen (bis 60 kg) |
| 2003 | Mumbai (Indien)         | El-Shahat Mabrouk   | Ahmed Hamouda          | Ahmed Hamouda          | Thomas Scheu                | Štefan Havlík          | El-Shahat Mabrouk      | Baitollah Abbaspour | Igor Kocis         | Anwar el-Amawy                  | –                   |
| 2004 | Moskau (Russland)       | Olegas Žuras        | Olegas Žuras           | Olegas Žuras           | Bogdan Szczotka             | Sergej Dimitriev       | Rustam Dzhabrailov     | Tagir Fakhrudinov   | Hristomir Hristov  | Sazali Samad                    | –                   |
| 2005 | Shanghai (VR China)     | Dennis Wolf         | Dennis Wolf            | Dennis Wolf            | Ali Tabrizi                 | Kamal Abdulsalam       | Sitthi Charoenrith     | Andrej Mozoláni     | Igor Kočiš         | José Carlos Santos              | Jicheng Qian        |
| Jahr | Austragungsort          | Gesamtsieger        | über 100 kg            | bis 100 kg             | bis 90 kg                   | bis 85 kg              | bis 80 kg              | bis 75 kg           | bis 70 kg          | bis 65 kg                       | bis 60 kg           |
| 2006 | Ostrava (Tschechien)    | Ali Tabrizi         | Ahmed Hamouda          | Robert Piotrkowicz     | Ali Tabrizi                 | Kamal Abdulsalam       | Sitthi Charoenrith     | Kamil Majek 5       | Corrado Maggiore   | Sazali Samad                    | –                   |
| 2007 | Jeju-si (Südkorea)      | Robert Piotrkowicz  | Rolandas Pocius        | Robert Piotrkowicz     | El-Shahat Mabrouk           | Eduardo Corrêa         | Mohamed Sabah          | Corrado Maggiore    | Sazali Samad       | José Carlos Santos              | Cho Wang-Bung       |
| 2008 | Manama (Bahrain)        | Ali Trabizini Nouri | Ahmed Hamouda          | Mohamed Zakaria        | Ali Trabizini Nouri         | Kamal Abdulsalam       | Baitollah Abbaspour    | Hussain Jasim       | Mohamed Osman      | Sattar Atiyah Aborudh Al-Jawdah | Ahmed Anwar         |
| 2009 | Doha (Katar)            | Ali Tabrizi         | Dimitar Dimitrov       | Ali Tabrizi            | Sami al Haddad              | Haji Al Balushi        | Hristomir Hristov      | Hussain Jasim       | Mohamed Osman      | Prasanna Peiris 6               | Park Kyeong-Mo      |
| 2010 | Baku (Aserbaidschan)    | Mohamed Touri       | Dalibor Hájek 7        | Mohamed Touri          | Sami al Haddad              | Haji Al Balushi        | Ahmed Al Sadany        | Mohamed Osman 8     | Mahmut Irmak       | Liya Nazin                      | Park Kyeong-Mo      |
| 2011 | Mumbai (Indien)         | Sami al Haddad      | Ratislav Solár         | Mohamed Zakaria        | Sami al Haddad              | Ahmed Al Sadany        | Ahmad Paydar           | Mohamed Osman       | Igor Kočiš         | Hira Lal                        | Park Kyeong-Mo      |
| 2012 | Guayaquil (Ecuador)     | Salaheddin Abufanas | Marek Olejniczak       | Salaheddin Abufanas    | Marian Cambal               | Ahmed Al Sadany        | Mohamed Medany Elwan   | Mahmut Irmak        | Igor Kočiš         | Freddy Obando                   | Lee Seung-Hoon      |
| 2013 | Marrakesch (Marokko)    | Mohamed Zakaria     | Mohamed Zakaria        | Oleksandr Slobodyanyuk | Kamal Abdul Salam El Gargni | Hadi Choopan           | Babak Akbarniya        | Sajad Niknampour    | Nam Kyoung-Yun     | Salah Edali                     | Lee Seung-Hoon      |

### Classic Bodybuilding
Das Classic Bodybuilding wurde am 27. November 2005 im Rahmen des IFBB Executive Council und IFBB Kongresses in Shanghai (China) als neue Disziplin anerkannt. Wie schon bei der Etablierung der Disziplin Body Fitness im Frauenbereich drei Jahre zuvor versuchte die IFBB damit einen Gegenpol zum herkömmlichen Bodybuilding zu schaffen, bei dem sich mit der Zeit die Muskelmasse zum entscheidenden Wertungskriterium herausgebildet hatte. Zu diesem Zweck ist beim Classic Bodybuilding das maximale Körpergewicht des Athleten in Abhängigkeit seiner Körpergröße festgelegt. Aktuell gibt es folgende Klassen mit entsprechender Gewichtsbegrenzung:
- Körpergröße bis 1,68 m – Körpergewicht = Körpergröße [cm] minus 100
- Körpergröße bis 1,71 m – Körpergewicht = Körpergröße [cm] minus 100 + 2 kg
- Körpergröße bis 1,75 m – Körpergewicht = Körpergröße [cm] minus 100 + 4 kg
- Körpergröße bis 1,80 m – Körpergewicht = Körpergröße [cm] minus 100 + 6 kg
- Körpergröße über 1,80 m
  - bis 1,90 m – Körpergewicht = Körpergröße [cm] minus 100 + 8 kg
  - bis 1,98 m – Körpergewicht = Körpergröße [cm] minus 100 + 9 kg
  - über 1,98 m – Körpergewicht = Körpergröße [cm] minus 100 + 10 kg

| Jahr | Austragungsort                 | Gesamtsieger          | über 1,78 m          | über 1,78 m           | bis 1,78 m            | bis 1,78 m          | bis 1,78 m         | bis 1,70 m         | bis 1,70 m                   |
| ---- | ------------------------------ | --------------------- | -------------------- | --------------------- | --------------------- | ------------------- | ------------------ | ------------------ | ---------------------------- |
| 2006 | Ostrava (Tschechien)           | Luca Iacobucci        | Vjačeslav Vinogradov | Vjačeslav Vinogradov  | Luca Iacobucci        | Luca Iacobucci      | Luca Iacobucci     | Joel Carlos Scheek | Joel Carlos Scheek           |
| Jahr | Austragungsort                 | Gesamtsieger          | über 1,80 m          | bis 1,80 m            | bis 1,80 m            | bis 1,75 m          | bis 1,75 m         | bis 1,70 m         | bis 1,70 m                   |
| 2007 | Castell-Platja d’Aro (Spanien) | Parfait-Aime Konstedt | Roman Plachinta      | Parfait-Aime Konstedt | Parfait-Aime Konstedt | Luca Iacobucci      | Luca Iacobucci     | Luigi DiCarlo      | Luigi DiCarlo                |
| 2008 | Kaliningrad (Russland)         | Aleksander Denisenko  | Roman Plachinta      | Aleksander Denisenko  | Aleksander Denisenko  | Vadzim Andreichyk   | Vadzim Andreichyk  | Wladimir Kambarov  | Wladimir Kambarov            |
| 2009 | Madrid (Spanien)               | Mohsen Ghorannevis    | Andrey Zamyatin      | Mohsen Ghorannevis    | Mohsen Ghorannevis    | Jozef Furin         | Jozef Furin        | Noh Woo Hyun       | Noh Woo Hyun                 |
| Jahr | Austragungsort                 | Gesamtsieger          | über 1,80 m          | bis 1,80 m            | bis 1,80 m            | bis 1,75 m          | bis 1,71 m         | bis 1,71 m         | bis 1,68 m                   |
| 2010 | Budapest (Ungarn)              | Mahmut Irmak 1        | Jerzy Pisulski 2     | Michal Sitter 3       | Michal Sitter 3       | Konstantin Zakharov | Yang Yeon Seok 4   | Yang Yeon Seok 4   | Mahmut Irmak                 |
| 2011 | Tallinn (Estland)              | Kim Myung Sub 5       | Mateusz Kolkowski 6  | Taavi Koovit          | Taavi Koovit          | Kim Myung Sub       | Damian Witkowski 7 | Damian Witkowski 7 | Tomas Lukac                  |
| 2012 | Sofia (Bulgarien)              | Mahdi Zatparvar       | Lubos Malinak        | Mahdi Zatparvar       | Mahdi Zatparvar       | Ryu Jeh Yung        | Javad Soltani      | Javad Soltani      | Kang Sungwon                 |
| 2013 | St. Pölten (Österreich)        | Mahdi Zatparvar       | Andriy Kukharchuk    | Mahdi Zatparvar       | Mahdi Zatparvar       | Viktor Simkin       | Mehdi Yarali       | Mehdi Yarali       | Seyedroohollah Mirnoorollahi |